# Samtgemeinde Flotwedel
Die Samtgemeinde Flotwedel ist eine Samtgemeinde im Landkreis Celle in Niedersachsen. In ihr haben sich 1972 vier Gemeinden zur Erledigung ihrer Verwaltungsgeschäfte zusammengeschlossen. Der Sitz der Verwaltung der Samtgemeinde ist die Klostergemeinde Wienhausen. Der Name Flotwedel ist abgeleitet vom sächsischen Gaunamen Flutwidde.

## Geografie

### Samtgemeindegliederung
Die Samtgemeinde hat folgende Mitgliedsgemeinden:
- Gemeinde Bröckel
- Gemeinde Eicklingen
- Gemeinde Langlingen
- Klostergemeinde Wienhausen

## Politik

### Samtgemeinderat
Der Samtgemeinderat setzt sich aktuell aus 28 Ratsfrauen und Ratsherren zusammen. Dies ist die gemäß § 46 NKomVG festgelegte Anzahl für eine Gemeinde mit einer Einwohnerzahl zwischen 11.001 und 12.000. Die Ratsmitglieder werden durch eine Kommunalwahl für jeweils fünf Jahre gewählt.
Stimmberechtigt im Samtgemeinderat ist außerdem der hauptamtliche Samtgemeindebürgermeister.
Bei der Kommunalwahl 2021 ergab sich folgende Sitzverteilung:
| Samtgemeinderat 2021Insgesamt 28 Sitze - SPD: 6 - Grüne: 4 - LUB: 1 - UB: 1 - FDP: 1 - CDU: 15 | Samtgemeinderatswahl 2021Wahlbeteiligung: 67,6 % (+5,5 %p) %6050403020100 52,5 %21,6 %15,6 %5,0 %2,5 %2,4 %0,4 % CDUSPDGrüneFDPUBeLUBfUnabh.gGewinne und Verlusteim Vergleich zu 2016 %p 6 4 2 0 −2 −4 −6−2,8 %p−4,3 %p+0,4 %p+5,0 %p+2,5 %p+2,4 %p+0,4 %pCDUSPDGrüneFDPUBLUBUnabh.Anmerkungen:e Unabhängige Bürgerinnen und Bürger Flotwedelf Liste unabhängiger Bürger Flotwedelg Einzelbewerber Karlheinz Brosig |

Die letzten Kommunalwahlen ergaben die folgenden Sitzverteilungen und Ergebnisse:
| Kommunalwahl | CDU         | SPD        | Grüne      | FDP       | UB        | LUB       | parteilos | WG | Gesamt   |
| ------------ | ----------- | ---------- | ---------- | --------- | --------- | --------- | --------- | -- | -------- |
| 2021         | 15 (52,5 %) | 6 (21,6 %) | 4 (15,6 %) | 1 (5,0 %) | 1 (2,5 %) | 1 (2,4 %) | 0 (0,4 %) | –  | 28 Sitze |
| 2016         | 13 (55,3 %) | 6 (25,9 %) | 4 (15,2 %) | –         | –         | –         | 1 (3,7 %) | –  | 24 Sitze |
| 2011         | 13          | 5          | 3          | –         | –         | 3         | –         | –  | 24 Sitze |
| 2006         | 13          | 6          | 1          | 1         | –         | 2         | –         | 1  | 24 Sitze |

### Samtgemeindebürgermeister
Hauptamtlicher Samtgemeindebürgermeister der Samtgemeinde ist Frank Böse (Einzelbewerber). Bei der Wahl am 12. September 2021 wurde Frank Böse mit 53,4 % der Stimmen im ersten Wahlgang zum neuen Samtgemeindebürgermeister gewählt. Die Wahlbeteiligung lag bei 66,6 %.

### Wappen
Blasonierung: „In Gold ein blaues Wassermühlenantriebsrad mit 18 Zellen, oben und unten von blauem Wellenband begleitet“.
Das Wappen der Samtgemeinde Flotwedel ist ein Mühlrad mit vier Speichen und 18 Schaufeln mit zwei Flüssen (oben und unten). Hierbei stehen die vier Speichen für die vier Gemeinden aus denen die Samtgemeinde besteht und die 18 Schaufeln für die 18 Ortschaften die zu der Samtgemeinde gehören. Die beiden Flüsse stellen die Flüsse Aller (oberer Fluss) und Fuhse (unterer Fluss) dar. Die Bedeutung der Flüsse auf dem Wappen liegt darin, dass alle 18 Ortschaften zwischen diesen Flüssen liegen.

### Gemeindepartnerschaften
- Rakoniewice (Polen), seit 1998
- Amt Odervorland (Deutschland), seit 2020[5]